# Seznam ruských kosmických startů 2016

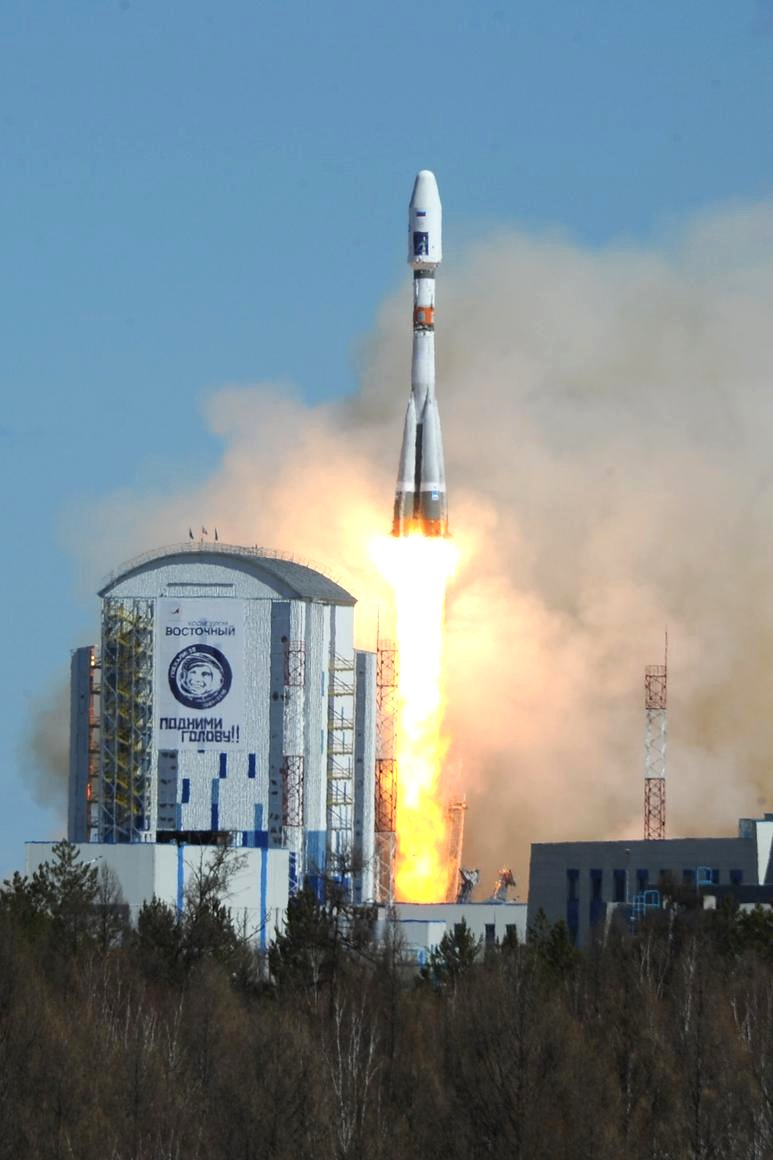
První start rakety Sojuz-2.1a z kosmodromu Vostočnyj

Toto je seznam provedených ruských kosmických startů roku 2016.
V seznamu jsou uvedeny starty všech ruských nosných raket.
Hlavním provozovatelem startů je Roskosmos, který zajišťuje dopravu kosmických lodí k Mezinárodní vesmírné stanici.
Vypouštění vojenských satelitů zajišťuji Strategické raketové síly Ruské federace.
Mezi komerční poskytovatele kosmických letů patří Eurockot, který využívá nosiče Rokot pro vynášení satelitů na nízkou oběžnou dráhu Země, dále americko-ruský podnik ILS nabízející komerční lety s raketami Proton.
Francouzská společnost Arianespace používá rakety Sojuz 2 k vynášení komerčních nákladů z kosmodromu v Kourou ve Francouzské Guyaně.

## Starty raket
| 2015 ← 2016 → 2017       | 2015 ← 2016 → 2017                                   | 2015 ← 2016 → 2017 | 2015 ← 2016 → 2017      | 2015 ← 2016 → 2017          | 2015 ← 2016 → 2017 |
| Datum a čas startu (UTC) | Nosič / horní stupeň                                 | Kosmodrom a rampa  | Zákazník                | Náklad                      | Výsledek           |
| ------------------------ | ---------------------------------------------------- | ------------------ | ----------------------- | --------------------------- | ------------------ |
| 29. ledna 22:20          | Proton-M / Briz-M                                    | Bajkonur 200/39    | Eutelsat                | Eutelsat 9B                 | Úspěch             |
| 7. února 00:21           | Sojuz 2.1b / Fregat                                  | Pleseck 43/4       | VKS                     | Kosmos 2514 (Glonass-M #51) | Úspěch             |
| 16. února 17:57          | Rokot / Briz-KM                                      | Pleseck 133/3      | ESA                     | Sentinel 3A                 | Úspěch             |
| 13. března 18:56         | Sojuz 2.1b                                           | Bajkonur 31/6      | Roskosmos               | Resurs-P #3                 | Úspěch             |
| 14. března 09:31         | Proton-M / Briz-M                                    | Bajkonur 200/39    | ESA, Roskosmos          | ExoMars                     | Úspěch             |
| 18. března 21:26         | Sojuz-FG                                             | Bajkonur 1/5       | Roskosmos               | Sojuz TMA-20M               | Úspěch             |
| 18. března 21:26         | Pilotovaný let se třemi kosmonauty.                  |                    |                         |                             |                    |
| 24. března 09:42         | Sojuz 2.1a                                           | Pleseck 43/4       | VKS                     | Kosmos 2515 (Bars-M 2L)     | Úspěch             |
| 31. března 16:23         | Sojuz 2.1a                                           | Bajkonur 31/6      | Roskosmos               | Progress MS-02              | Úspěch             |
| 25. dubna 21:02          | Sojuz ST-A / Fregat                                  | Kourou ELS         | ESA                     | Sentinel 1B                 | Úspěch             |
| 28. dubna 02:01          | Sojuz 2.1a / Volga                                   | Vostočnyj 1S       | Lomonosovova univerzita | Michail Lomonosov           | Úspěch             |
| 28. dubna 02:01          | První start z nového kosmodromu Vostočnyj.           |                    |                         |                             |                    |
| 24. května 08:48         | Sojuz ST-B / Fregat                                  | Kourou ELS         | ESA                     | Galileo FOC 10, 11          | Úspěch             |
| 29. května 08:44         | Sojuz 2.1b / Fregat                                  | Pleseck 43/4       | VKS                     | Kosmos 2516 (Glonass-M)     | Úspěch             |
| 4. června 14:00          | Rokot / Briz-KM                                      | Pleseck 133/3      | VKS                     | Kosmos 2517 (Geo-IK-2 #12)  | Úspěch             |
| 9. června 07:10          | Proton-M / Briz-M                                    | Bajkonur 81/24     | Intelsat                | Intelsat 31                 | Úspěch             |
| 7. července 01:36        | Sojuz-FG                                             | Bajkonur 1/5       | Roskosmos               | Sojuz MS-01                 | Úspěch             |
| 7. července 01:36        | Pilotovaný let se třemi kosmonauty.                  |                    |                         |                             |                    |
| 16. července 21:41       | Sojuz-U                                              | Bajkonur 31/6      | Roskosmos               | Progress MS-03              | Úspěch             |
| 19. října 08:05          | Sojuz-FG                                             | Bajkonur 31/6      | Roskosmos               | Sojuz MS-02                 | Úspěch             |
| 19. října 08:05          | Pilotovaný let se třemi kosmonauty.                  |                    |                         |                             |                    |
| 17. listopadu 20:20      | Sojuz-FG                                             | Bajkonur 1/5       | Roskosmos               | Sojuz MS-03                 | Úspěch             |
| 17. listopadu 20:20      | Pilotovaný let se třemi kosmonauty.                  |                    |                         |                             |                    |
| 1. prosince 14:52        | Sojuz-U                                              | Bajkonur 1/5       | Roskosmos               | Progress MS-04              | Selhání            |
| 1. prosince 14:52        | Selhání stupně Blok I, zásobovací loď byla ztracena. |                    |                         |                             |                    |